# Coxalione inaequalis
Coxalione inaequalis är en kräftdjursart som beskrevs av M. Bourdon 1977. Coxalione inaequalis ingår i släktet Coxalione och familjen Bopyridae. Inga underarter finns listade i Catalogue of Life.